# Valerijan Antun Agić
Valerijan Antun Agić je hrvatski pisac i umjetnik.
Rodio se 1959. godine u selu Nijemcima. Nakon što ga je majka dala na usvajanje,[nedostaje izvor] živi u Splitu do 1976. kod tetke gdje je pohađao školu. Ondje je još kao dijete počeo stvarati svoje prve pisane stihove. Tu se pojavljuje na raznim radijskim postajama.[kojim i u kojem smislu]
Godine 1977. je otišao u Osijek u prihvatilište ostavljene djece, gdje je odrastao i završio školu za telefonista. 1988. je pristupio esperantskom pokretu. Već 1989. postao je tajnikom hrvatskog esperantskog kluba. Svih je tih godina neprestano pisao romane, pjesme i ine prozne oblike. Djelima odiše gorčina prema vremenu u kojem živi. Godine 1997., formira Društvo književnika Duga Osijek, od kojega predsjednik nije bio ni godinu dana. Nakon njegovog odlaska društvo nastavlja i dalje djelovati ali pod drugim imenom. Kasnije postaje tajnik esperantskog kluba Liberiga stelo, ali ni tu ne ostaje dugo. 1999., godine djeluje u Zelenom pokretu. Iste godine tiska knjigu Grad u oblacima. Nakon toga 2001., tiska novu zbirku poezije Ljudi sjene. Iste godine snima u studiju Nikolin, CD svojih recitacija istog naziva Ljudi sjene. 2003., tiska knjigu ekoloških letargijskih crtica Recept za disanje… 2005., tiska omnibus temu, knjigu OMNIBUS putničke priče. Zatim 2007., godine štampa jedinu svoju zbirku ljubavne teme, poezije, Još nas ljubav traži. Godine 2009., kreće njegova autobiografska trilogija, roman Podrumi Marmontove ulice. Svoju novu knjigu proze, zapravo priča Crno kazalište objavljuje 2011., godine. Godine 2013., tiska naslov Život je hobotnica.

## Djela
1. Bal pod plinskim maskama (2004.) monografija (knjiga) ISBN 953-6407-05-1
2. Bilten (1999.) monografija (knjiga)
3. Crno kazalište (2011.) monografija (knjiga) 	ISBN 978-953-7630-41-6
4. Grad u oblacima (1999.) monografija (knjiga)	ISBN 953-96568-8-5
5. Još nas ljubav traži (2007.) monografija (knjiga) ISBN 978-953-244-038-6
6. Ljudi sjene (2001.) monografija (knjiga)		ISBN 953-97883-4-X
7. Omnibus (2006.) monografija (knjiga)		ISBN 953-6407-07-8
8. Podrumi Marmontove ulice (2009.) monografija (knjiga)ISBN 978-953-244-059-1
9. Recept za disanje (2003.) monografija (knjiga) ISBN 953-6711-57-5
10. Nešto nalik ljubavi (2019.) monografija (knjiga) ISBN 978-953-8198-35-9 ZIP/141-213-049
11. Kvadratura tijela (2024.) ISBN 978-953-388-016-7